# Tennistoernooi van Indian Wells 1992
|                                       |  |                                      |
| Monica Seles, winnares bij de vrouwen |  | Michael Chang, winnaar bij de mannen |

Het tennistoernooi van Indian Wells van 1992 werd van 24 februari tot en met 8 maart 1992 gespeeld op de hardcourt-buitenbanen van de Indian Wells Tennis Garden in de Amerikaanse plaats Indian Wells.
Het toernooi bestond uit twee delen:
- WTA-toernooi van Indian Wells 1992, het toernooi voor de vrouwen (24 februari - 1 maart)
- ATP-toernooi van Indian Wells 1992, het toernooi voor de mannen (2 - 8 maart)

ATP-toernooi van Indian Wells‎ – WTA-toernooi van Indian Wells‎

1989 · 1990 · 1991 · 1992 · 1993 · 1994 · 1995 · 1996 · 1997 · 1998 · 1999 · 2000 · 2001 · 2002 · 2003 · 2004 · 2005 · 2006 · 2007 · 2008 · 2009 · 2010 · 2011 · 2012 · 2013 · 2014 · 2015 · 2016 · 2017 · 2018 · 2019 · 2020 · 2021 · 2022 · 2023 · 2024 · 2025